# Leptonema mandibulatum
Leptonema mandibulatum är en insektsart som beskrevs av Flint, McAlpine och Ross 1987. Leptonema mandibulatum ingår i släktet Leptonema, och familjen ryssjenattsländor. Inga underarter finns listade i Catalogue of Life.